# Mombin-Crochu
Mombin-Crochu este o comună din arondismentul Vallières, departamentul Nord-Est, Haiti, cu o suprafață de 191,51 km2 și o populație de 31.556 locuitori (2009).